# Distrito de Antsirabe I
Antsirabe I es un distrito de la región de Vakinankaratra, en la isla de Madagascar, con una población estimada en julio de 2014 de  244944habitantes.
Se encuentra ubicado en el centro de la isla, a poca distancia al suroeste de la capital nacional, Antananarivo.